# Kys, Klap og Kommers
Kys, Klap og Kommers er en dansk stumfilm med Fyrtårnet og Bivognen fra 1929, der er instrueret af Lau Lauritzen Sr. efter manuskript af Valdemar Andersen. Filmen blev genudsendt i 1956 i en tonefilmversion sammen med Kraft og Skønhed under titlen Fuld af fiduser.

## Handling
En tyvebande, der ledes af en ualmindelig snedig forbryder, kaldet Terry, har i længere tid terroriseret byen. Politiet står fuldstændig magtesløs, og i sin vånde henvender politidirektøren sig til en berømt detektiv og beder ham om at forsøge at afsløre denne bande og frem for alt få fat i Terry. Fyrtårnet og Bivognen har nedsat sig som bladhandlere i en lille kiosk. Da de henad aften triller hjem med deres "hus", kommer de intetanende ind i en gade, hvor detektiven leder efter nye spor. Detektiven får nu den idé at udklæde Fyrtårnet, så han får en slående lighed med ham selv. Imens kan detektiven luske rundt efter forbryderen. Fyrtårnet og Bivognen nyder tiden i detektivens fine lejlighed og bliver også i sidste ende behjælpelige med pågribelsen af forbryderen.

## Medvirkende
- Carl Schenstrøm - Fyrtaarnet, avissælger
- Harald Madsen - Bivognen, avissælger
- Hans W. Petersen - Den unge ægtemand
- Lili Lani - Den unge frue
- Christian Arhoff - Vennen
- Gerda Madsen - Veninden
- Maria Garland - En kvindelig journalist
- Karl Jørgensen - En detektiv
- Anton de Verdier - En ubekendt
- Carl Fischer - En ubekendt